# مايك كولينز (لاعب هوكي الجليد)
مايك كولينز (بالإنجليزية: Mike Collins)‏ هو لاعب هوكي الجليد أمريكي، ولد في 25 مايو 1990 في بوسطن في الولايات المتحدة.

## وصلات خارجية
- مايك كولينز على موقع دوري الهوكي الوطني (الإنجليزية)
- مايك كولينز على موقع EliteProspects.com (الإنجليزية)
- مايك كولينز على موقع HockeyDB.com (الإنجليزية)